# Туфо Басо (Л'Аквила)
Туфо Басо (итал. Tufo Basso) је насеље у Италији у округу Л'Аквила, региону Абруцо.
Према процени из 2011. у насељу је живело 305 становника. Насеље се налази на надморској висини од 816 м.